# Barcillona

Localització de Barcillona.

Barcillona (italià: Barcellona Pozzo di Gotto), també anomenat Barcialona o modernament Barcialona Pizzaottu, és un municipi italià, situat a la regió de Sicília i a la ciutat metropolitana de Messina. L'any 2008 tenia 41.549 habitants. Limita amb els municipis de Castroreale, Merì, Milazzo, Santa Lucia del Mela i Terme Vigliatore.

## Administració
| Període | Identitat       | Partit      |
| ------- | --------------- | ----------- |
| 2007-   | Candeloro Nania | Centredreta |

## Galeria d'imatges

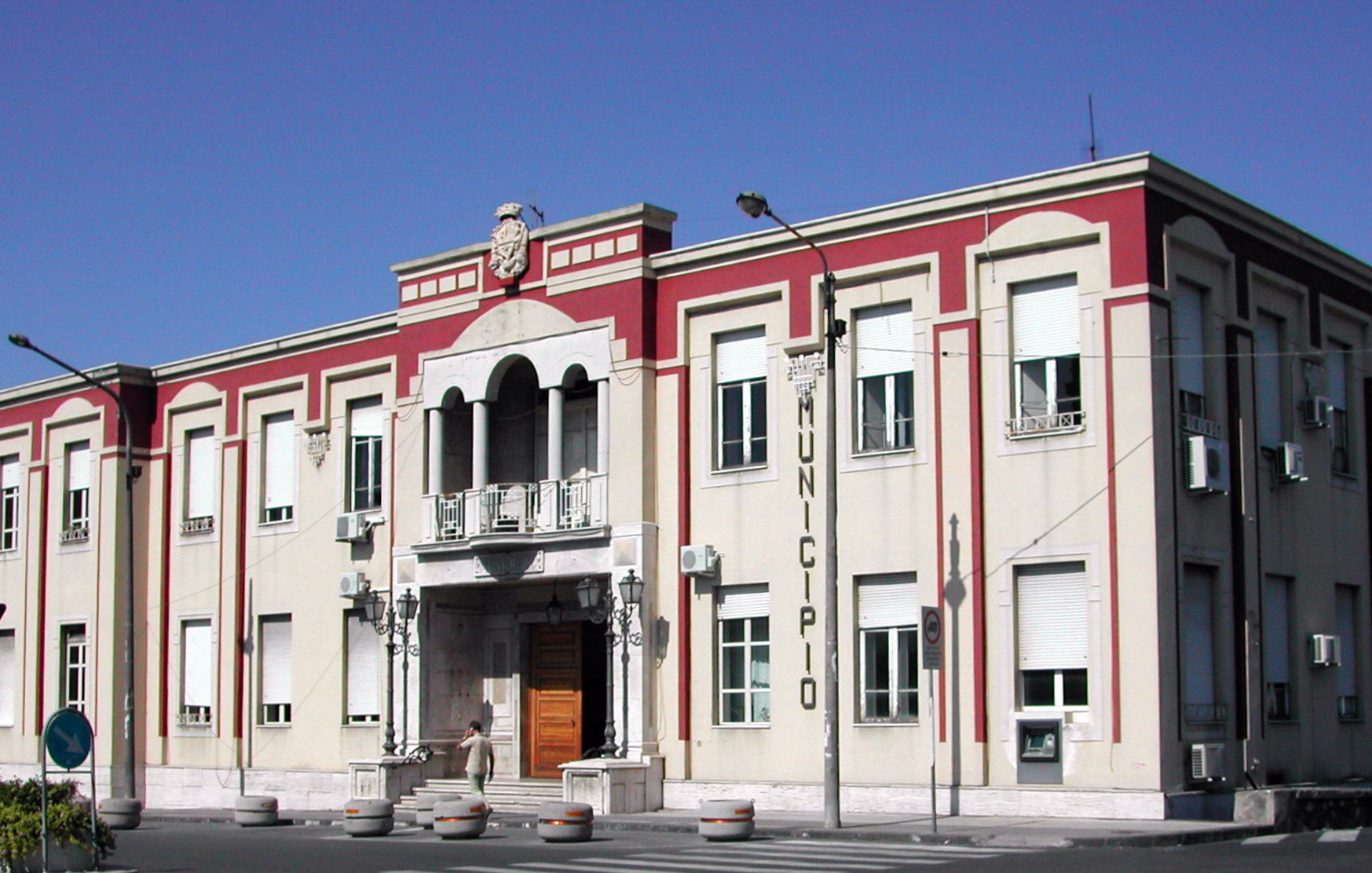
Ajuntament